# Делла Ноче, Луиза
Луиза Делла Ноче (28 апреля 1923 — 15 мая 2008, Рим) — итальянская актриса.

## Биография
Согласно источникам, Луиза Канчиани родилась в 1917 году и вышла замуж за полковника Камилло делла Ноче, с которым рассталась. В Риме она работала моделью.
Её карьера началась в 1952 году с "Последнего предложения " Марио Боннара . В 1956 году она получила роль, которая освятила её в эмпиреях великих итальянских актёров: жены Пьетро Джерми, актёра и режиссёра, в фильме Машинист .
Также за этот фильм она получила награду за лучшую женскую роль на Международном кинофестивале в Сан-Себастьяне в 1956 году .

## Фильмография

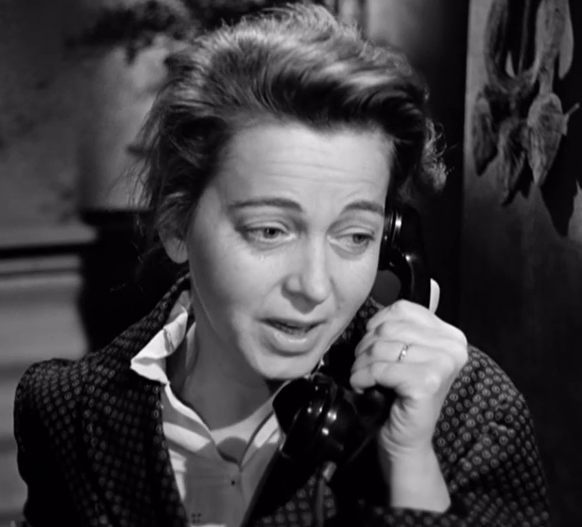
Луиза Делла Ноче в фильме "Машинист "

- Последнее предложение, режиссёр Марио Боннар (1951)
- Ванда, грешница, режиссёр Дуилио Колетти (1952)
- Искусство жить, режиссёр Луиджи Зампа (1954)
- Машинист, режиссёр Пьетро Джерми (1956)
- Соломенный человечек, режиссёр Пьетро Джерми (1958)
- Мадридский парк, режиссёр Энрике Каэн Салаберри (1959)
- Джейкоб, человек, который боролся с Богом, режиссёр Марчелло Бальди (1963)
- Возмущение скромностью, режиссёр Сильвио Амадио (1964)
- Джульетта и духи, режиссёр Федерико Феллини (1965)
- Ублюдок Джон, режиссёр Армандо Криспино (1967)
- С ним едет смерть, режиссёр Джузеппе Вари (1970)
- Идентификация женщины, режиссёр Микеланджело Антониони (1982)

### Озвучивание
- Дия Кристиани в фильмах «Машинист», «Соломенный человек»
- Андреина Паньяни в фильме «Искусство обходиться»
- Джемма Гриаротти в "Смерть едет с ним "

## Награды и признания

### Международный кинофестиваль в Сан-Себастьяне
- 1956: — Лучшая женская роль в фильме «Машинист».